# Dan Reed Network
Dan Reed Network är ett amerikanskt funkrockband från Portland, Oregon, som bildades 1984. Bandet hade stora framgångar i början på 1990-talet och sålde 5 miljoner plattor, bland annat med monsterhiten "Rainbow Child" som spelades flitigt på MTV och radio världen över. Dan Reed är av indiansk och filippinsk härkomst och blandar flitigt olika musikstilar och man hör tydliga inslag av soul, rock och funk i bandets låtar.

## Medlemmar
Nuvarande medlemmar
- Dan Reed – sång, gitarr (1984–1993, 2012– )
- Brion James – gitarr (1984–1993, 2012– )
- Melvin Brannon II – basgitarr (1984–1993, 2012– )
- Dan Pred – trummor, slagverk (1984–1993, 2012– )
- Rob Daiker – keyboard (2015– )

Tidigare medlemmar
- Jeff Siri – keyboard (1984–1985)
- Rick DiGiarllonado – keyboard (1985–1987)
- Blake Sakamoto – keyboard (1987–1993, 2012–2015)

Bildgalleri

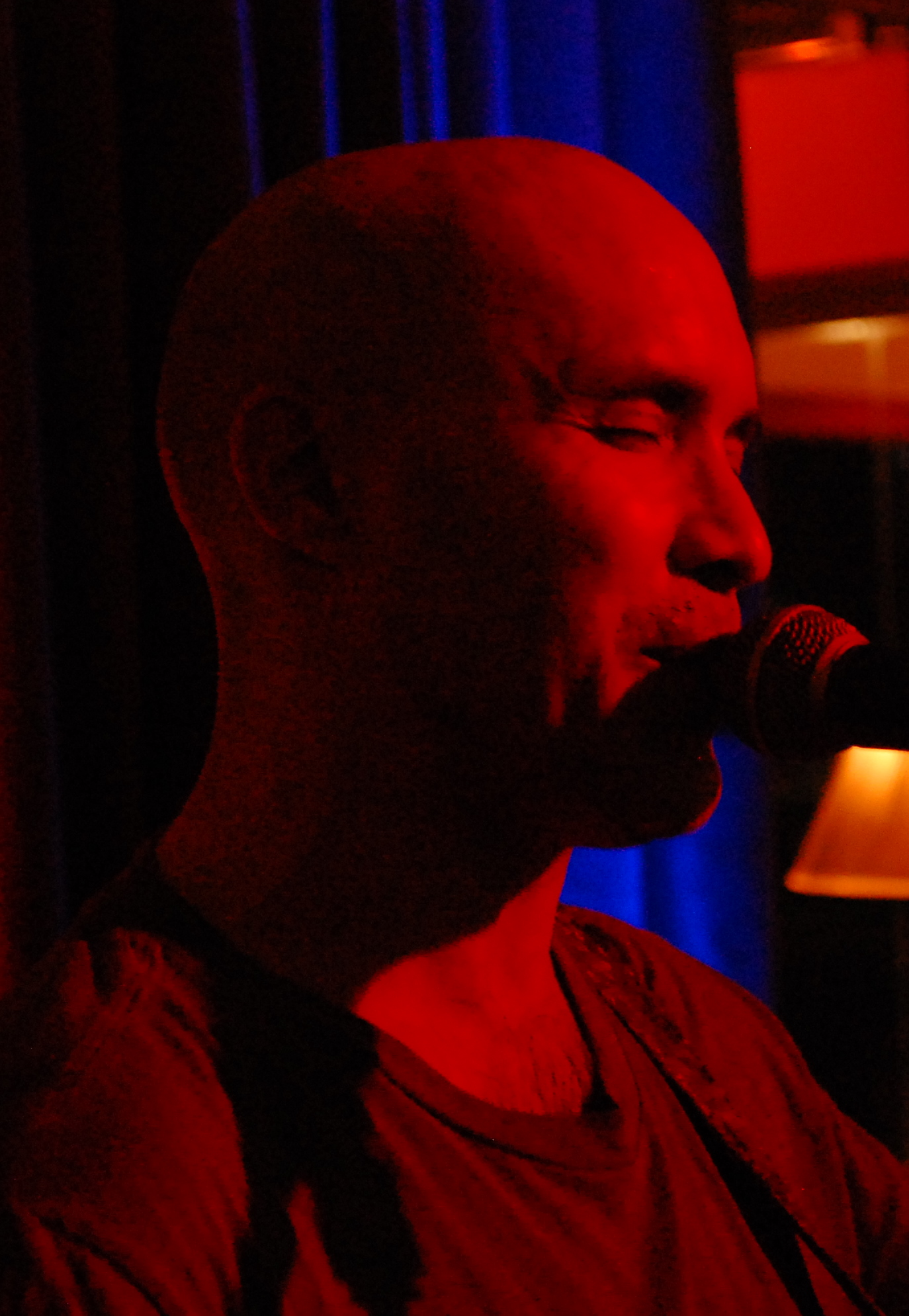
Dan Reed
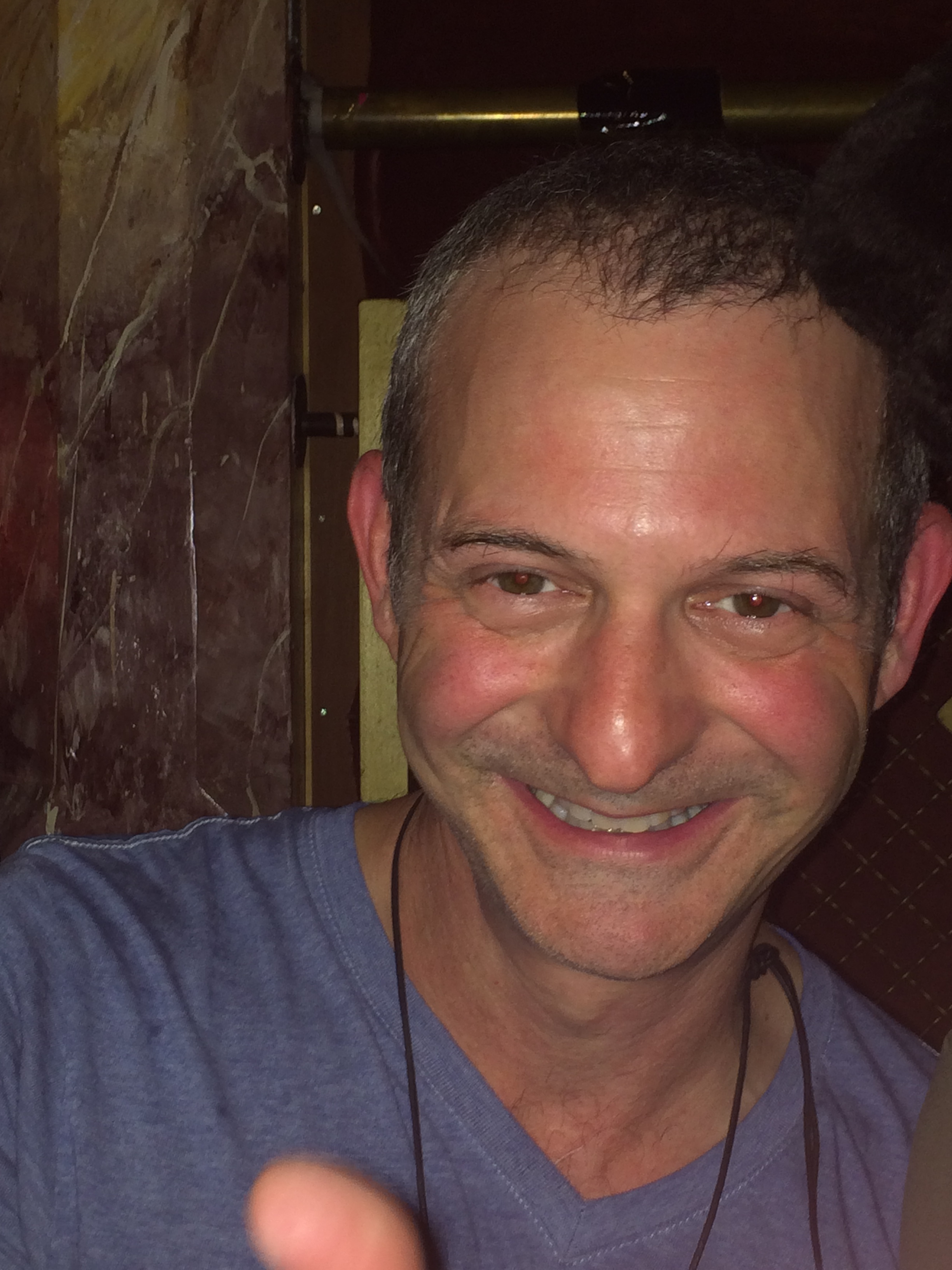
Dan Pred
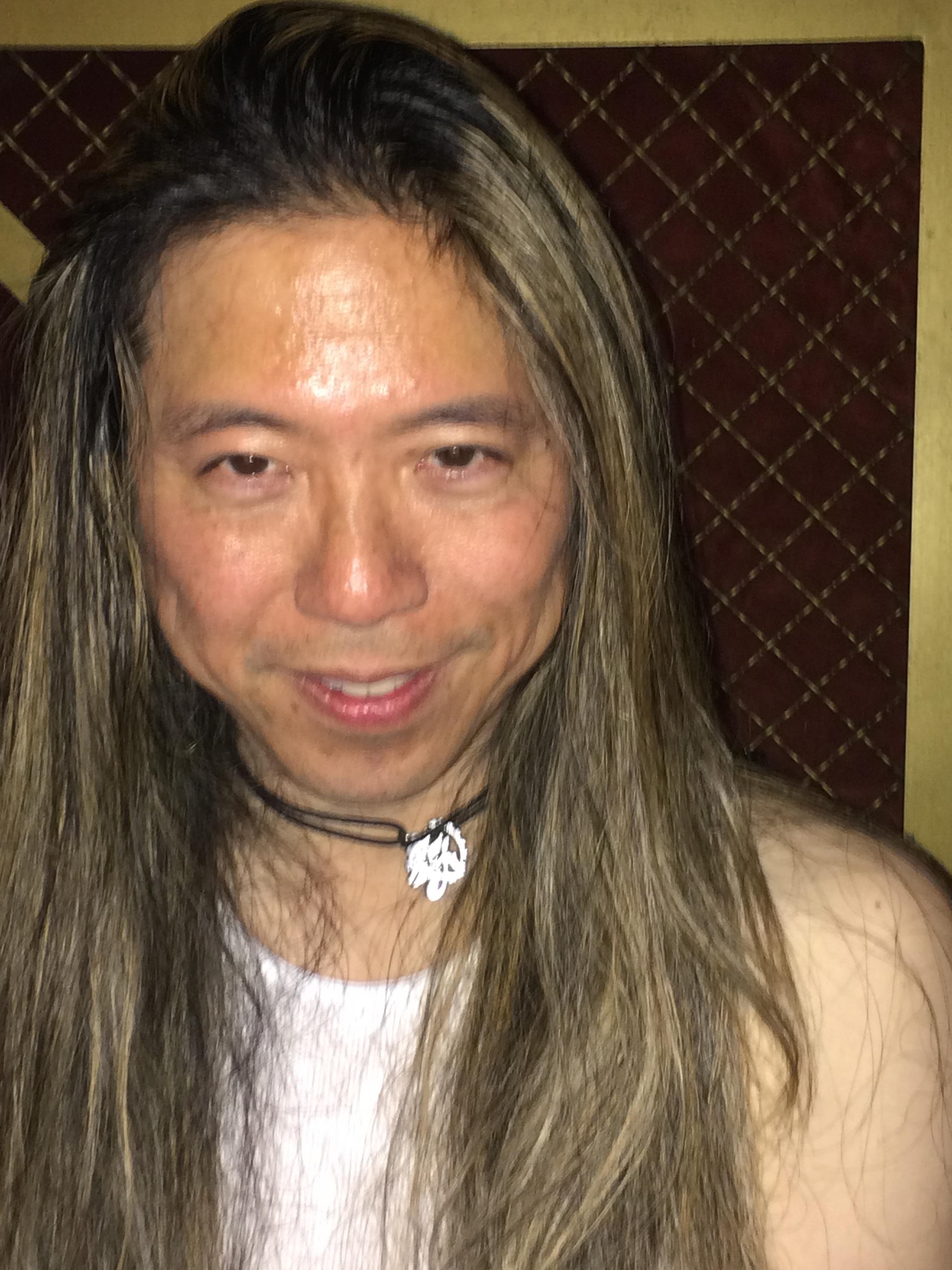
Blake Sakamoto
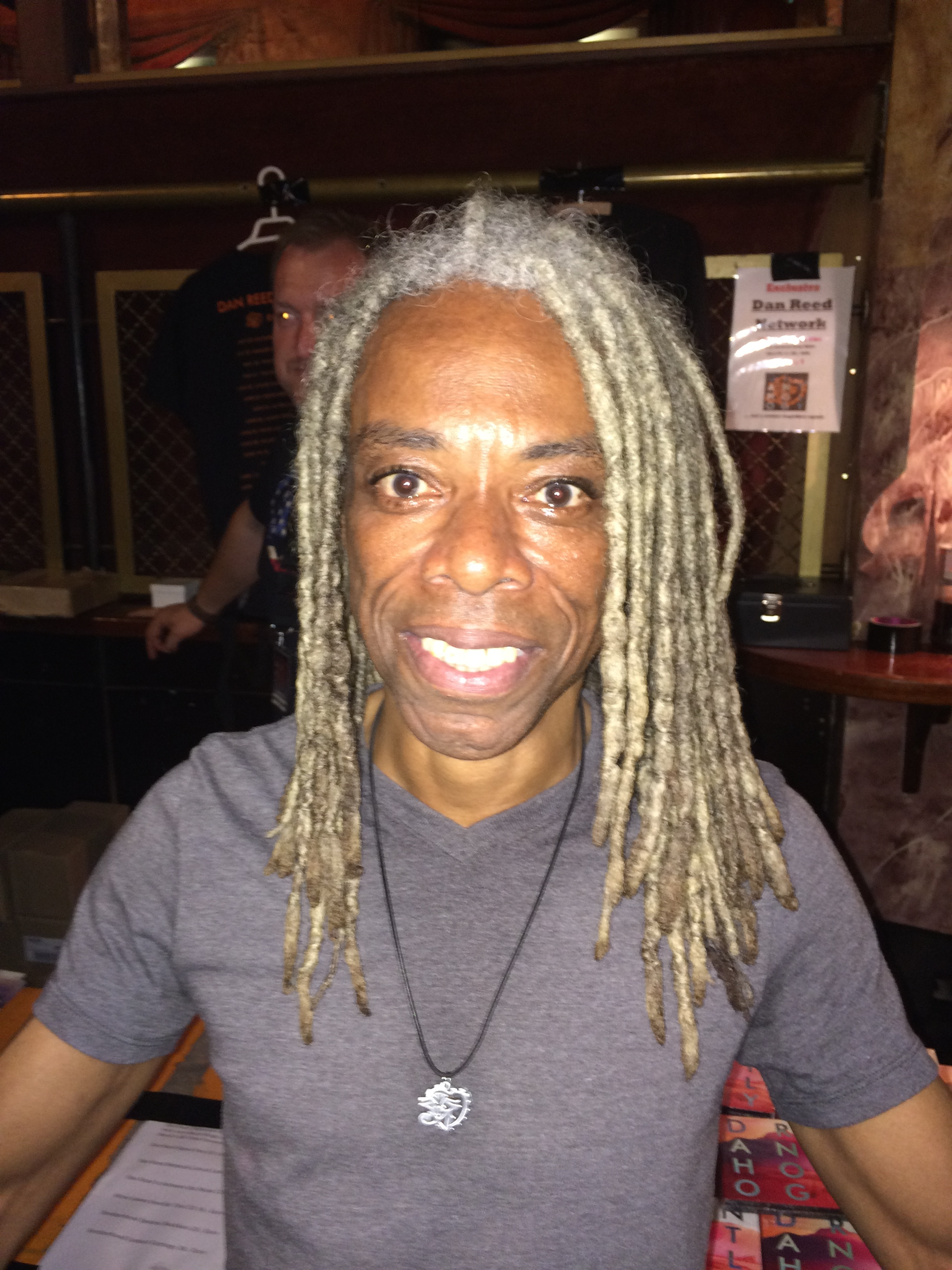
Brion James
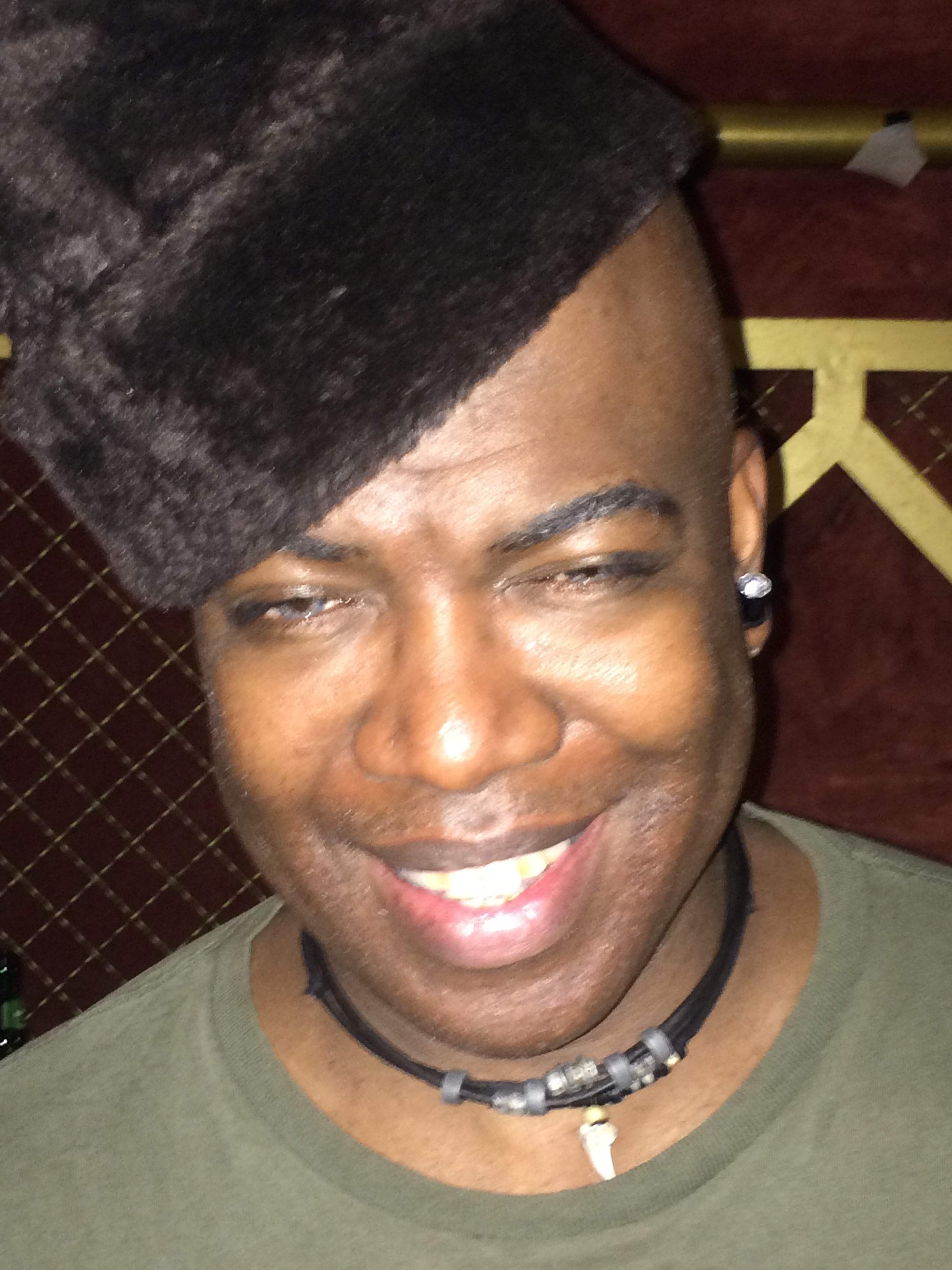
Melvin Brannon
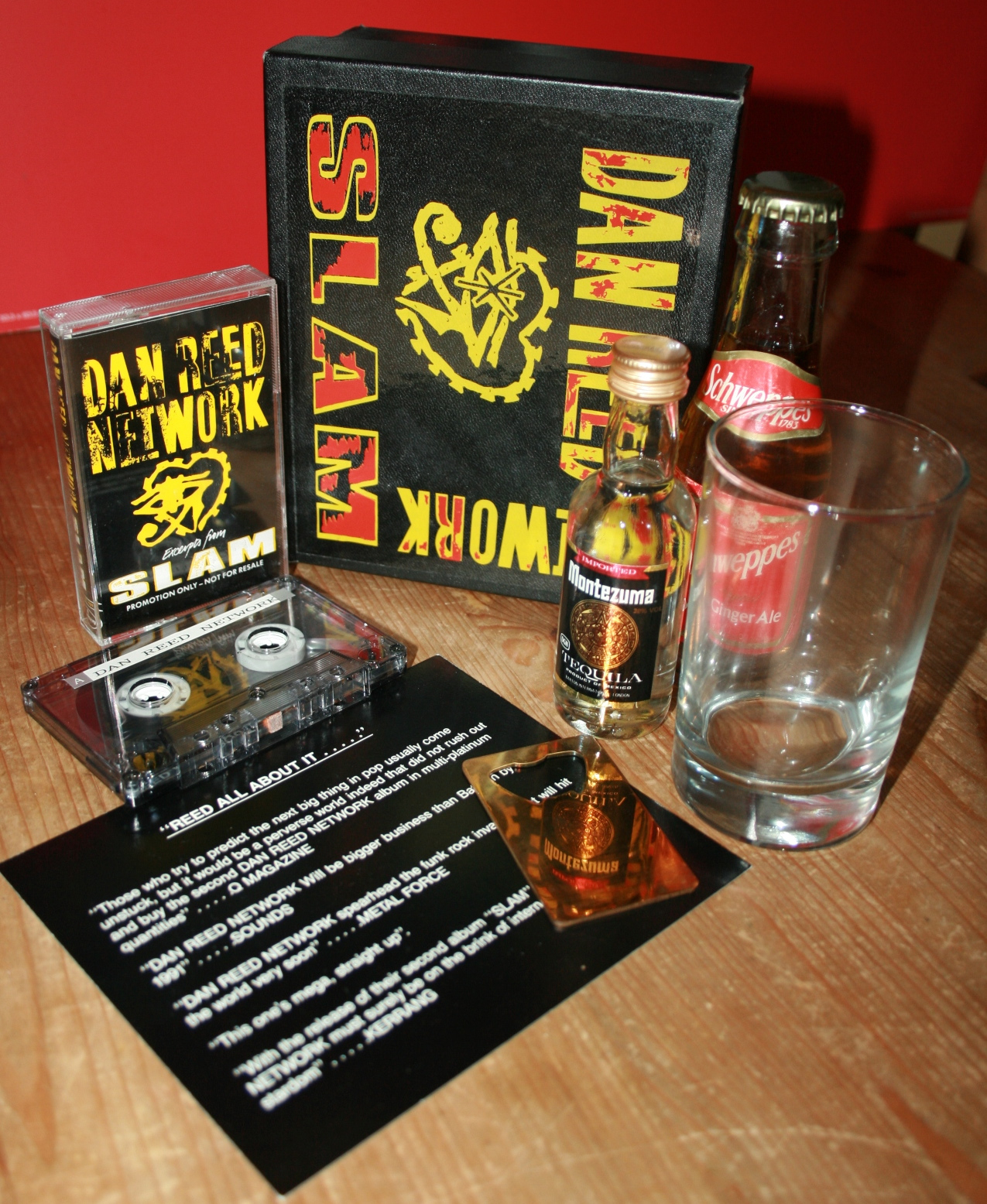
Slam promo material

## Diskografi
Studioalbum
- 1988 – Dan Reed Network
- 1989 – Slam
- 1991 – The Heat
- 2016 – Fight Another Day
- 2019 – Origins

Livealbum
- 1997 – Live At Last! (Halfway Around The World) (2xCD)

EP
- 1986 – Breathless

Singlar
- 1988 – "Ritual"
- 1988 – "I'm So Sorry"
- 1990 – "Come Back Baby"
- 1990 – "Rainbow Child"
- 1990 – "Stardate 1990"
- 1990 – "Lover"
- 1991 – "Mix It Up"
- 1991 – "Baby Now I"